# IC 46
IC 46 је елиптична галаксија у сазвјежђу Андромеда која се налази на листи објеката дубоког неба у Индекс каталогу.
Деклинација објекта је + 27° 15' 14" а ректасцензија 0h 42m 57,9s. Привидна величина (магнитуда) објекта IC 46 износи 13,7 а фотографска магнитуда 14,7. IC 46 је још познат и под ознакама CGCG 479-63, KARA 32, NPM1G +26.0017, PGC 2575.